# 于特雷霍弗德霍爾門島
69°13′S 39°28′E / 69.217°S 39.467°E
于特雷霍弗德霍爾門島，是南極洲的島嶼，位於毛德皇后地的哈拉爾王子海岸，處於朗霍夫德山以西6公里的呂佐夫-霍爾姆灣東部，根據挪威探險隊拍攝的空中照片繪入地圖，現時由南極條約體系管理。